# 叔弓
叔弓（？—前527年），中国春秋时期鲁国的大夫，他是鲁文公的玄孙、叔肸的曾孙、子叔声伯之孙、叔老之子，多次出使列国。前543年，到宋国参加安葬宋共姬。前531年，到宋国参加安葬宋平公。前540年，到晉国访问，叔向对他有良好的印象。前536年，又出使楚国。之后，又多次随季孙宿、季孙意如攻打莒国。前529年，叔弓攻打费，没有成功。前527年二月十五，叔弓主持祭祀时，突然去世。

## 子孙
- 仲南文楚
- 叔辄，字伯張
  - 叔诣，叔辄子
- 穆伯叔鞅
- 定伯阅
  - 西巷敬叔，定伯阅子
    - 叔还，敬叔子[2]
      - 叔青，叔还子